# Політ стріли
«Політ стріли» — радянський художній фільм 1991 року, знятий режисером Єдиге Болисбаєвим.

## Сюжет
Сучасна молода жінка, колишня спортсменка, — у пошуках кохання та можливого щастя переживає чергову душевну катастрофу.

## У ролях
- Венера Нігматуліна — головна роль
- Талгат Казибеков — головна роль
- Баадур Цуладзе — роль другого плану
- Єрдаулет Болисбаєв — роль другого плану
- Касим Жакібаєв — роль другого плану
- Ірина Лебсак — роль другого плану
- Гульнара Керімбаєва — роль другого плану

## Знімальна група
- Режисер — Єдиге Болисбаєв
- Сценаристи — Єдиге Болисбаєв, Шахімарден Кусаїнов
- Оператор — Віктор Осенніков
- Композитор — Куат Шильдебаєв
- Художник — Єдиге Болисбаєв